# Solveig Sundbø Abrahamsen

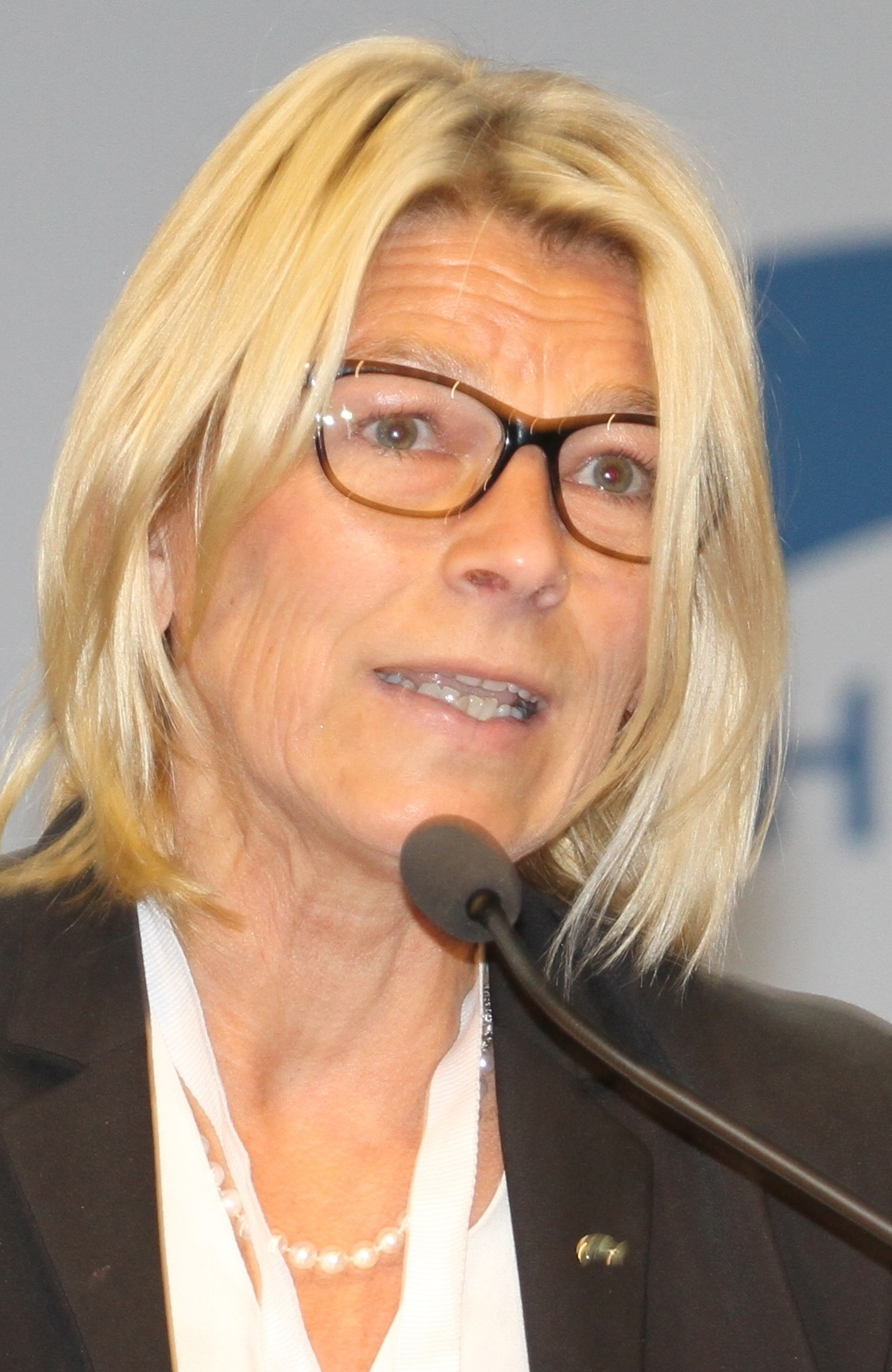
Solveig Sundbø Abrahamsen (2017)

Solveig Sundbø Abrahamsen (* 13. September 1963 in Seljord) ist eine norwegische Politikerin der konservativen Partei Høyre. Von 2013 bis 2021 war sie Abgeordnete im Storting.

## Leben
Abrahamsen studierte von 1983 bis 1986 Lehramt an der Hochschule Telemark und im Anschluss war sie bis 1988 als Lehrerin tätig. Bis 1997 war sie danach als Kindergartenleiterin tätig, bevor sie bis 2007 wieder an einer Schule unterrichtete. In den Jahren 1999 bis 2013 war Abrahamsen Mitglied im Kommunalparlament von Seljord, ab 2007 war sie dabei die Bürgermeisterin der Gemeinde. Im Jahr 2011 zog sie außerdem in das Fylkesting der damaligen Provinz Telemark ein.
Abrahamsen verpasste bei der Parlamentswahl 2013 den direkten Einzug in das norwegische Nationalparlament Storting und sie wurde stattdessen erste Vararepresentantin, also Ersatzabgeordnete, für den Wahlkreis Telemark. Da ihr aus dem gleichen Wahlkreis stammender Parteikollege Torbjørn Røe Isaksen ein Ministeramt übernahm, rückte sie ab Oktober 2013 ins Parlament nach und Abrahamsen vertrat Isaksen bis zum Ende der Legislaturperiode. In dieser Zeit war sie Mitglied im Finanzausschuss. Im September 2017 zog sie bei der Wahl 2017 schließlich erstmals direkt ins Storting ein. Nach der Wahl wechselte sie in den Transport- und Kommunikationsausschuss.
Im Mai 2020 gab sie bekannt, bei der Parlamentswahl 2021 nicht erneut für einen Sitz im Storting zu kandidieren. Sie schied in der Folge im Herbst 2021 aus dem Parlament aus.